# Sieleckiïta
La sieleckiïta és un mineral de la classe dels fosfats. Rep el nom del geòleg australià, Robert Sielecki (n. 1958), qui va descobrir el mineral.

## Característiques
La sieleckiïta és un fosfat de fórmula química Cu₃Al₄(PO₄)₂(OH)₁₂·2H₂O. Va ser aprovada com a espècie vàlida per l'Associació Mineralògica Internacional l'any 1987, sent publicada per primera vegada el 1988. Cristal·litza en el sistema monoclínic. La seva duresa a l'escala de Mohs és 3.
Segons la classificació de Nickel-Strunz, la sieleckiïta pertany a «08.DF: Fosfats només amb cations de mida mitjana, amb proporció: (OH, etc.):RO₄ > 3:1» juntament amb els següents minerals: hotsonita, bolivarita, evansita, liskeardita, rosieresita, rusakovita, liroconita, calcofil·lita, parnauïta i gladiusita.
L'exemplar que va servir per a determinar l'espècie, el que es coneix com a material tipus, es troba conservat a les col·leccions mineralògiques del Museu Victoria, a Melbourne (Austràlia), amb el número de registre: g14180.

## Formació i jaciments
Va ser descoberta a la mina Mount Oxide Copper, situada al districte de Gunpowder, a la localitat de Mount Isa (Queensland, Austràlia). També ha estat descrita a la mina Girilambone, a Nova Gal·les del Sud, també a Austràlia, així com a Wheal Gorland, a Cornualla (Anglaterra). Aquests tres indrets són els únics de tot el planeta on ha estat descrita aquesta espècie mineral.